# Nola thymula
Nola thymula is een nachtvlinder uit de familie van de visstaartjes (Nolidae). 
De wetenschappelijke naam van de soort is voor het eerst geldig gepubliceerd door Millière in 1867.
De soort komt voor in Europa.